# Les Demoiselles Vickers
Les Demoiselles Vickers (The Misses Vickers) est un tableau réalisé par John Singer Sargent en 1884. Il fait partie de la série des portraits de la famille Vickers (1884-1914).

## Présentation
Cette peinture à l'huile sur toile (166,6 × 212,2 cm) est conservée aux Sheffield Museums. Elle représente trois des quatre filles du colonel Thomas Vickers (1833-1915) dans leur propriété de Bolsover Hill à Sheffield : Florence Evelyn, Mabel Frances et Clara Mildred. Il s'agit du premier des portraits de la famille Vickers.
Ce tableau, commandé à Sargent par le colonel Vickers, fut exposé au Salon de 1885 en même temps que le portrait de Mrs Albert Vickers, belle-sœur du colonel. Le public comme la critique le jugèrent défavorablement, malgré un compte rendu élogieux dans les colonnes de The Spectator qui y voyait « le nec plus ultra de l'école française ou plutôt du style français assimilé par un étranger ».

## Galerie

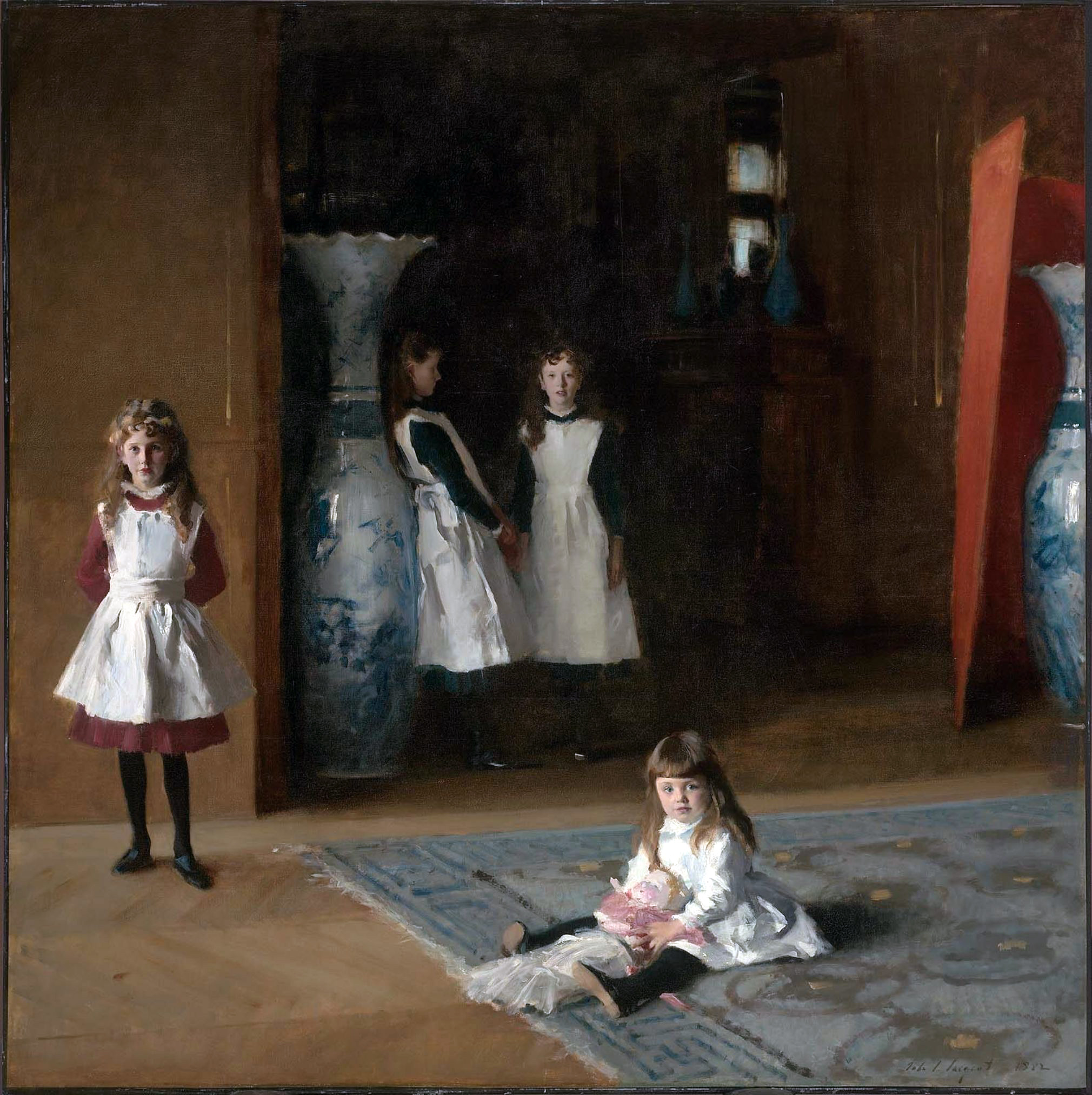
Les Filles d'Edward Darley Boit (1882)
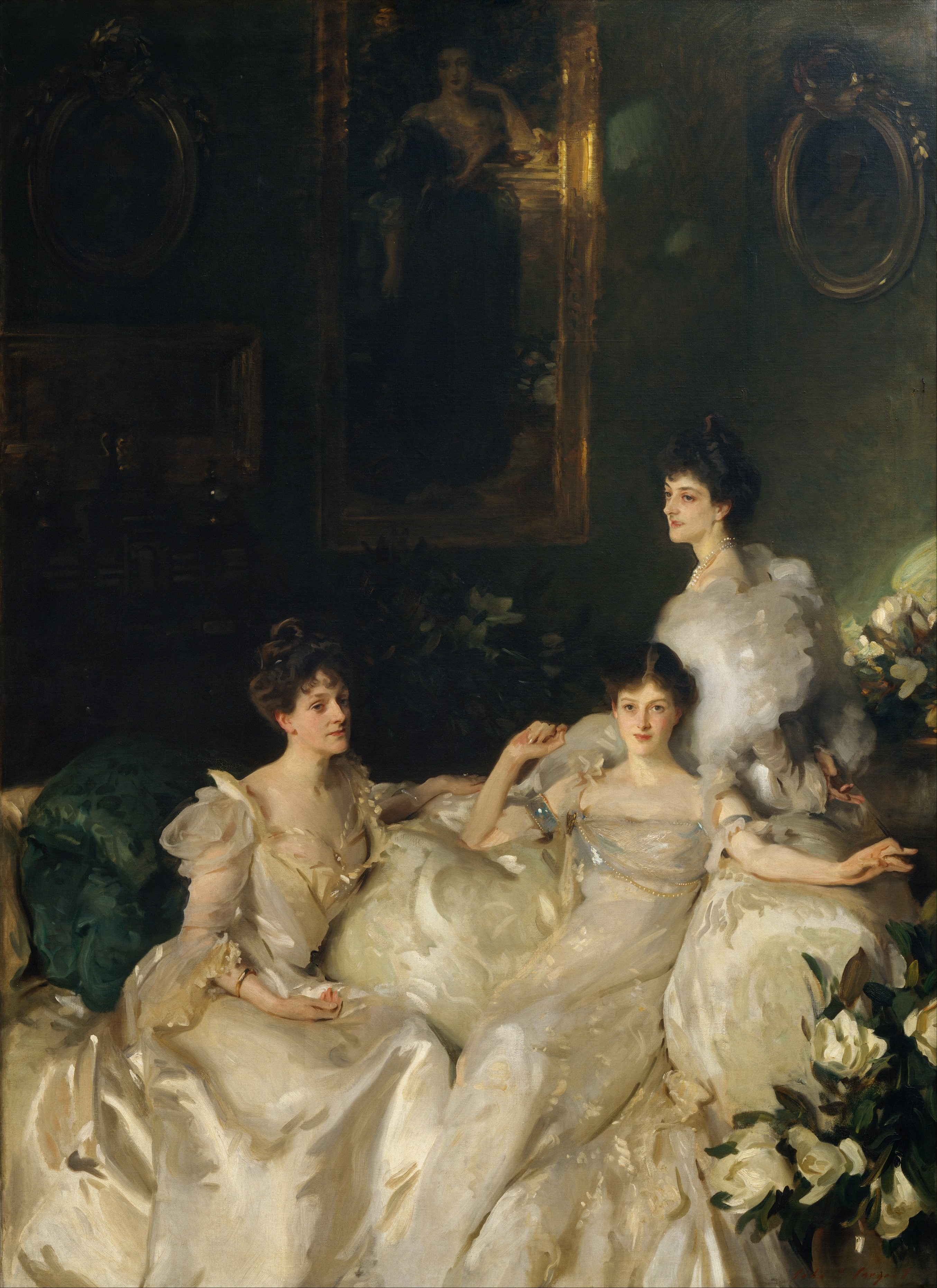
Les Sœurs Wyndham (1899)